# Saint-Frézal-d'Albuges
Saint-Frézal-d'Albuges là một xã ở tỉnh Lozère trong vùng Occitanie, phía nam nước Pháp. Khu vực này có độ cao trung bình 1190 mét trên mực nước biển.
Sông Chassezac bắt nguồn ở xã này.